# 中华人民共和国国家铁路机车驾驶证
中华人民共和国国家铁路机车驾驶证申请事宜依据原中华人民共和国铁道部《铁路机车和自轮运转车辆驾驶员资格许可办法》（中华人民共和国铁道部令第19号）
及中华人民共和国交通运输部《铁路机车车辆驾驶人员资格许可办法》（中华人民共和国交通运输部令2013年第14号）之规定执行。

## 准驾机车车型
铁路机车车辆驾驶证驾驶资格按机车车辆类型分为机车系列和自轮运转车辆系列，对不跨线至国铁营业线作业的城际铁路、市域（郊）铁路、专用铁路及铁路专用线驾驶人员实施差异化分类管理。
对不跨线至国家铁路营业线作业的城际铁路、市域（郊）铁路、专用铁路及铁路专用线驾驶人员的驾驶资格，分为四类，分别以“市”、“专”字拼音第一个字母大写“S”、“Z”脚注予以区分：
- S1：需从城际及市域（郊）铁路跨线至地铁等城市轨道交通线路作业的，包括城际及市域（郊）铁路本线作业的；
- S2：仅在城际及市域（郊）铁路本线作业的；
- Z1：需出专用铁路及铁路专用线厂（矿）区但不过轨进入国铁营业线作业的，包括专用铁路、铁路专用线厂（矿）区内、段管线内作业的；
- Z2：仅在专用铁路及铁路专用线厂（矿）区内和段管线内作业的。

跨线至城市轨道交通线路作业的，须按照国家有关规定取得城市轨道交通列车驾驶员相应职业准入资格。

### 机车系列
| 代码 | 准驾机车车辆类型     | 适用范围                   |
| ---- | -------------------- | -------------------------- |
| J5   | 内燃机车             | J5、J5S1、J5S2、J5Z1、J5Z2 |
| J6   | 电力机车             | J6、J6S1、J6S2、J6Z1、J6Z2 |
| J7   | 动力分散型电力动车组 | J7、J7S1、J7S2             |
| J8   | 动力集中型内燃动车组 | J8、J8S1、J8S2             |
| J9   | 动力集中型电力动车组 | J9、J9S1、J9S2             |

### 自轮运转车辆系列
| 代码 | 准驾机车车辆类型     | 适用范围                   |
| ---- | -------------------- | -------------------------- |
| L2   | 大型养路机械         | L2、L2S1、L2S2、L2Z1、L2Z2 |
| L3   | 轨道车、接触网作业车 | L3、L3S1、L3S2、L3Z1、L3Z2 |